# 芥末醬

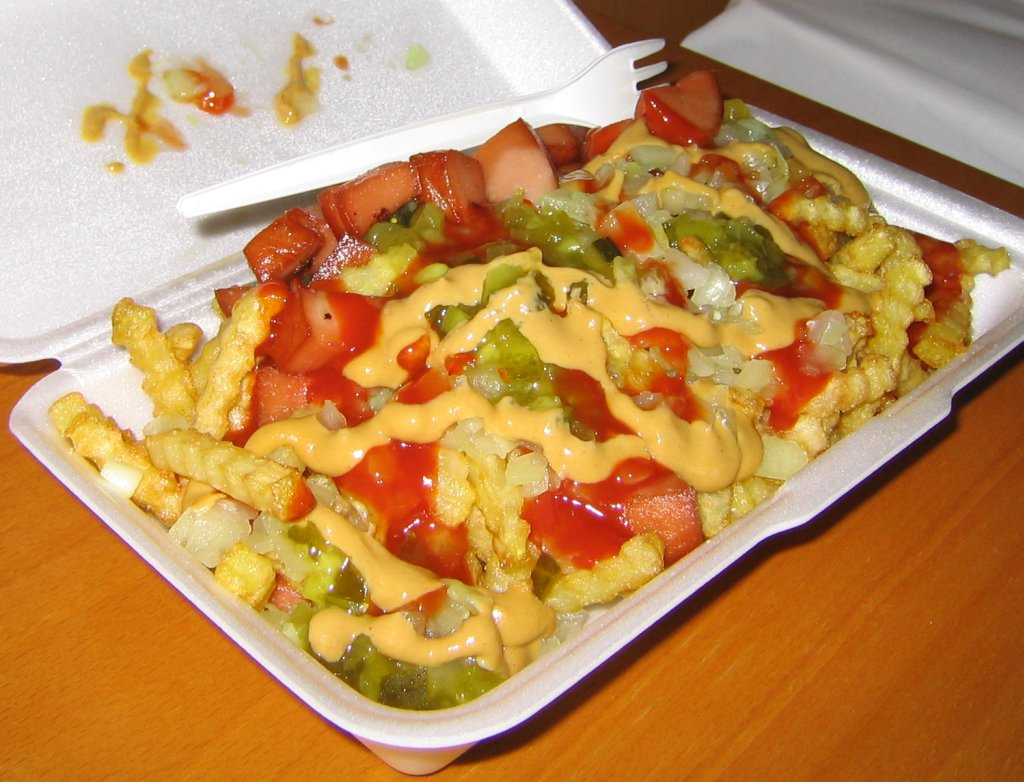
搽上芥末醬的食品

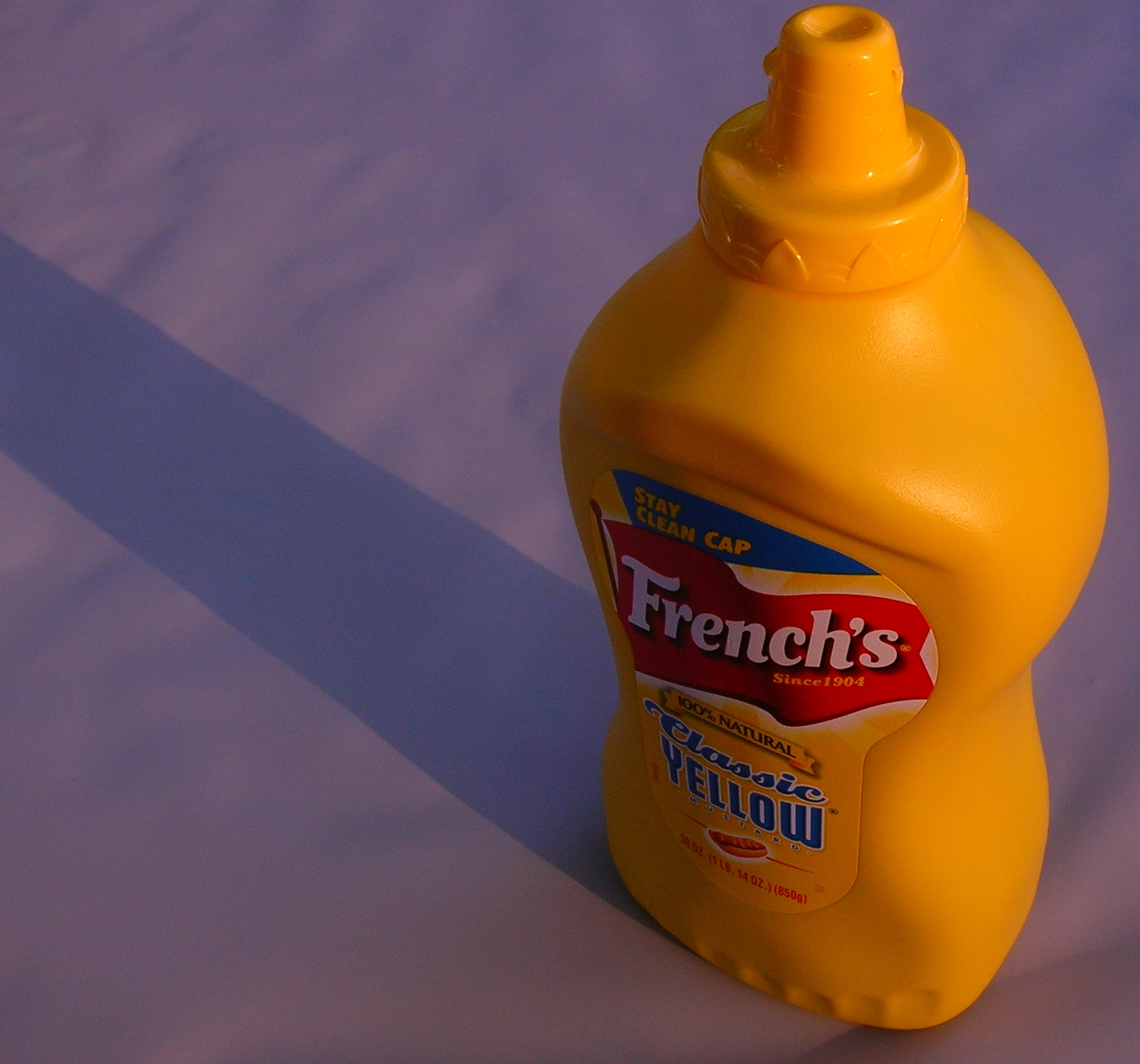
法国黃色芥末醬，美式芥末的一种

芥末醬（英語：Mustard），也稱芥末、芥辣或芥辣醬，芥末醬為一種芥末色稠狀物，具有強烈鮮明的味道，由芥菜类蔬菜的籽研磨摻水、醋或酒類調製而成，亦會添加香料或是其它添加劑藉以增香或是增色，如添加薑黃（增色及增香）。芥菜类蔬菜的三个種類的籽，包括白或黃芥末籽、褐色芥末籽或稱印度芥末、黑芥末籽都可以用于制作芥末。濃烈的芥末醬多會引起口腔以及呼吸道流暢不適，具一定之刺激性。

## 芥末醬種類

### 中國芥末
在中國山西、陕西等地的芥末的味道較强烈，以芥末籽研磨成粉加水蒸过，即可食用。一般用于凉面、凉粉的调味之用。
明朝劉伯溫在其著作「多能鄙事」裡，撰有【魚膾】一章，說明魚生料理，已提及芥辣做為生魚片之蘸料，內文茲摘錄如下：
|  | 魚不拘大小，以鮮活為上。去頭尾肚皮，薄切，攤白紙上晾片時，細切如絲。以蘿蔔細剁，布紐作汁，薑絲伴魚入碟，雜以生菜、胡荽、芥辣、醋澆。 |

言中芥辣之稱呼現代尚使用中。

### 美式芥末（Prepared Mustard）
在美國最容易買到的芥末醬種類，一般含有芥末子、水、鹽、匈牙利辣椒粉、薑黃粉、大蒜粉、醋等成份。

### 第戎芥末醬（Dijon mustard）
第戎芥末醬又稱法式芥末醬，其名字並未受到歐盟保護或是AOP或是AOC等保護措施，芥末醬工廠位在法國第戎城郊，但大部分命名為第戎的芥末醬多不是在法國第戎所製造，第戎芥末醬源於1856年，在法國第戎一叫Jean Naigeon的人以尚未成熟的酸葡萄汁替代傳統芥末醬配方所用的酸醋。因位於第戎故稱第戎芥末醬。現今正統第戎芥末醬皆摻以白葡萄酒和博根地（Bourgogne）酒，而一般第戎芥末醬以一種或是兩種酒做為副原料。

### 顆粒芥末醬（Wholegrain）
顆粒芥末醬其內含未研磨芥末籽，以不同芥末籽混以香料達到不同的氣味與口感，如添加日曬番茄乾，以及辣椒等。

### 蜂蜜芥末（Honey Mustard）
因摻以蜂蜜而得名，該種類芥末醬多用於三明治，以及作為炸薯條、炸洋蔥圈和其它小食等的調味沾醬，其亦可與醋、橄欖油拌勻作為沙拉淋醬的基醬（Base）。一般蜂蜜芥末醬可由等份量蜂蜜及芥末醬混和製成，蜂蜜芥末醬有著多種變化，藉由添加其他作料以增味、调节稠度，或是其他性質。

## 近似芥末的调味品
山葵及其代用品辣根常被称为“绿芥末”或“日本芥末”，這是因為山葵的气味或味道與芥末类似；但实际上，山葵属于山萮菜屬，辣根则属于辣根属，與芥末是不相關的。

## 用途
芥末經常用作肉類的調味品，特別如火腿的冷盤。法國人喜歡吃牛排時用強烈的第戎芥末。廣東地區則為燒肉的佐料。芥末醬也可用作蛋黃醬、醋、滷汁或烤肉汁的成份。